# Орландо Песанья
Орландо Песанья (порт. Orlando Peçanha, 20 вересня 1935, Нітерой — 10 лютого 2010, Ріо-де-Жанейро) — бразильський футболіст, що грав на позиції захисника.
Виступав за клуби «Васко да Гама», «Бока Хуніорс» та «Сантус», а також національну збірну Бразилії. У складі збірної — чемпіон світу.

## Клубна кар'єра
У дорослому футболі дебютував 1953 року виступами за команду клубу «Васко да Гама», в якій провів вісім сезонів, вигравши два чемпіонати штату Ріо-де-Жанейро і турнір Ріо-Сан-Паулу. У 1957 р. у складі «Васко да Гама» грав на стадіоні імені Хрущова у матчі проти київського «Динамо», який гості програли з рахунком 1:3.

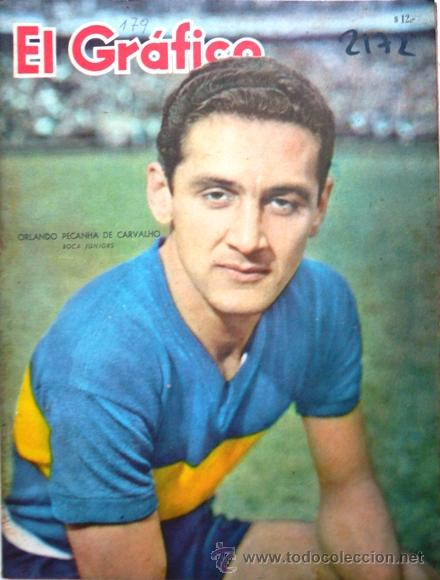
Орландо Песанья під час виступів за «Бока Хуніорс». 1961 рік.

Протягом 1961—1964 років захищав кольори аргентинського клубу «Бока Хуніорс», куди його запросив тодішній тренер команди Вісенте Феола, з яким разом Песанья вигравав чемпіонат світу 1958 року. Загалом Орландо зіграв за клуб 119 матчів (105 у чемпіонаті і 14 в кубку Лібертадорес), але не забив жодного м'яча. З «Бокою», командою, яку він виводив на поле з капітанською пов'язкою, він виграв 3 чемпіонату Аргентини. Проте основною подією для «Боки» було досягнення фіналу Кубка Лібертадорес 1963 року. Це був перший випадок, коли аргентинський клуб досяг континентального фіналу. У фінальних матчах, які відбулися у вересні, вони поступились бразильському «Сантусу» (2:3 і 1:2). Орландо зіграв в обох іграх.
У 1965 році Орландо покинув Буенос-Айрес і повернувся до Бразилії у «Сантус». У тому ж році він переміг з клубом в Кубку Бразилії, а в наступному виграв і чемпіонат Бразилії. Також з клубом він чотири рази ставав чемпіоном штату Сан-Паулу. Загалом відіграв за команду з Сантуса наступні п'ять сезонів своєї ігрової кар'єри.
Завершив професійну ігрову кар'єру у клубі «Васко да Гама», де знову недовго пограв протягом 1970 року.

## Виступи за збірну
18 травня 1958 року дебютував в офіційних матчах у складі національної збірної Бразилії, замінивши Жадіра у грі з Болгарією (3:1). Наступного місяця у складі збірної був учасником чемпіонату світу 1958 року у Швеції, на якому він відіграв всі матчі, здобувши того року титул чемпіона світу.

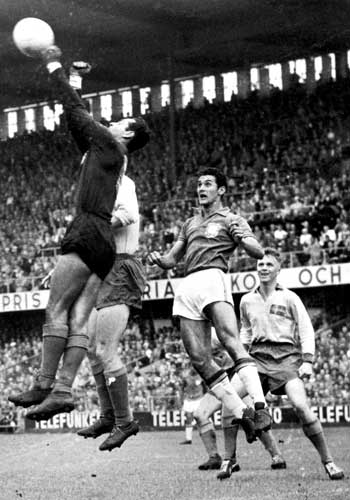
Орландо Песанья (в центрі) у фіналі чемпіонату світу 1958 року.

Наступного року був учасником Чемпіонату Південної Америки 1959 року в Аргентині, де разом з командою здобув «срібло». Проте на наступний чемпіонату світу 1962 року в Чилі Орландо не потрапив, оскільки грав за кордоном і жоден легіонер у заявку не потрапив. Лише на наступному чемпіонаті світу 1966 року в Англії Песанья знову взяв участь. На цьому другому для себе «мундіалі» провів лише одну гру, яка стала останньою для Орландо, 19 липня проти Португалії.
Протягом кар'єри у національній команді, яка тривала 9 років, провів у формі головної команди країни 30 матчів.

## Смерть
Помер 10 лютого 2010 року на 75-му році життя у місті Ріо-де-Жанейро.

## Титули і досягнення
- Переможець Ліги Каріока (2):

«Васко да Гама»: 1956, 1958
- Чемпіон Аргентини (3):

«Рівер Плейт»: 1962, 1964, 1965
- Переможець Ліги Пауліста (4):

«Сантус»: 1965, 1967, 1968, 1969
- Переможець Рекопи Південної Америки (1):

«Сантус»: 1968
- Чемпіон світу (1):

Бразилія: 1958
- Срібний призер Чемпіонату Південної Америки: 1959 (Аргентина)